# إيران إنترناشيونال
إيران إنترناشيونال ((بالفارسية: ایران اینترنشنال)) هي محطة تلفزيونية فارسية مقرها بريطانيا يمولها مستثمرون سعوديون. وهي تستهدف المشاهدين الإيرانيين وتبث مجانًا على الهواء عبر الأقمار الصناعية. حظيت القناة باهتمام إعلامي بسبب تغطيتها لانتهاكات حقوق الإنسان والتطورات السياسية وحقوق المرأة في إيران  وتم ترشيحها مرتين لقناة العام الدولية من قبل جمعية البث الدولي. تعرف القناة باسم سعودي اینترنشنال بین المشاهدین في الداخل الإیراني.
تعتبر محطة تلفزيونية معادية لنظام الجمهورية الإسلامية في إيران.
تم الاستشهاد بأخبار وتحليلات إيران الدولية في منشورات وسائل الإعلام العالمية بما في ذلك بي بي سي نيوز،  الجارديان،  سيدني مورنينغ هيرالد،  التلغراف،  فوكس نيوز،  الإندبندنت  وأكثر. كما ظهر الموظفون في إيران الدولية كخبراء في راديو بي بي سي 4 وسكاي نيوز و ABC أستراليا  وITN .
إيران الدولية متاحة في الولايات المتحدة وكندا والمملكة المتحدة وأيرلندا وأوروبا وشمال إفريقيا، ولها مكاتب في اسطنبول وباريس وواشنطن العاصمة.

## إخراج الأخبار
تعتمد إيران إنترناشيونال على فريق من الصحفيين حول العالم وتقدم تقارير عن الشؤون الحالية، والصحة، والتكنولوجيا، وانتهاكات حقوق الإنسان، وحقوق مجتمع الميم، وحقوق المرأة وغيرها. قدمت القناة تقارير مكثفة عن وباء فيروس كورونا في إيران، واتفاق إيران النووي والسياسة العالمية.
تبث القناة أيضًا برامج تلفزيونية حول الرياضة والثقافة والسياسة وأنتجت أفلامًا وثائقية رشحتها جمعية المذيعين الدوليين لجوائز.

### قصص حصرية
كانت القناة هي الأولى التي نشرت العديد من القصص الإخبارية الحصرية ولديها وصول إلى شبكة من المبلغين عن المخالفات والمصادر داخل إيران.
ذكرت إيران إنترناشيونال حصريًا عن تمديد إجازة نازانين زغاري راتكليف،  وكان شريكها ريتشارد راتكليف ضيفًا على القناة عدة مرات. وكانت القناة أيضا أول من أشار إلى أن مغني الراب الإيراني أمير تاتالو كان يواجه الترحيل إلى إيران من تركيا، والحكم على من بائع نجوم ترانه عليدوستي.
خلال وباء كوفيد-19 في إيران، نشرت القناة وثائق حصرية تتعلق بالفساد الحكومي رفيع المستوى فيما يتعلق بالإمدادات الطبية لـكوفيد -19، حيث كتبت صحيفة الإندبندنت أن الوثائق «يُزعم أنها تُظهر كيف تدخلت شخصيات النظام الإيراني في شراء الإمدادات الطبية إلى توجيه العقود الكورية الجنوبية الخاصة بمجموعات اختبار Covid-19 من خلال شركات وهمية نحو المؤسسات المحافظة التي يسيطر عليها الأصدقاء».
في سياق تغطية إعدام نافيد أفكاري، أجرت إيران إنترناشيونال مقابلة حصرية مع باحثة إيران ومحامية حقوق الإنسان في منظمة العفو الدولية رها بحريني، التي قالت للقناة إنه «مع إعدام نافيد أفكاري السري وغير المعلن عنه سابقًا، أظهرت سلطات الجمهورية الإسلامية مرة أخرى النظام القضائي الإيراني الذي لا يرحم ولا يرحم على المستوى الدولي».

### حقوق الإنسان
أبلغت منظمة إيران إنترناشيونال عن انتهاكات ملحوظة لحقوق الإنسان في جميع أنحاء إيران، بما في ذلك إعدام نافيد أفكاري،  قتل رومينا أشرفي البالغة من العمر 14 عامًا،  اعتقال وسجن بريطاني - أسترالي الأكاديمية كايلي مور جيلبرت  وبتر أربعة رجال في إيران بتهمة السرقة.
أنتج الناشط والصحفي السحاقي في إيران الدولية، آرام بولاندباز، العديد من الأفلام الوثائقية حول مجتمع المثليين داخل إيران وكان منتقدًا صريحًا لانتهاكات حقوق الإنسان ضد المجتمع.
في يونيو 2020، أفادت إيران إنترناشيونال عن سلسلة من جرائم الشرف والعنف القائم على النوع الاجتماعي وقعت في إيران،  مع المحلل القانوني والصحفي في إيران الدولية، نرجس تافالوسيان، ابنة الناشطة شيرين عبادي الحائزة على جائزة نوبل، تحدثت علانية. لوسائل الإعلام العالمية حول زيادة العنف ضد المرأة في البلاد.
بالإضافة إلى إعدام نافيد أفكاري، تحدثت القناة بشكل مكثف عن اعتقال سجناء سياسيين في إيران. أفادت القناة عن توقيف واحتمال إعدام الطبيب الإيراني السويدي أحمد رضا جلالي،  وذكرت أن 85 طفلاً يواجهون الإعدام في البلاد،  واعتقال المخرج السينمائي الحائز على جائزة محمد رسلوف 

## التاريخ
تم إطلاق إيران إنترناشيونال في مايو 2017، بهدف خدمة 80 مليون شخص يعيشون في إيران والشتات الإيراني في جميع أنحاء العالم، بالإضافة إلى إعلام وتثقيف الجمهور العالمي حول آخر الأخبار والتطورات في إيران وعبر الشرق الأوسط.
يقع المقر الرئيسي للقناة في لندن وهي تبث دوليًا، مع فريق من الصحفيين الذين انضموا إلى إيران إنترناشيونال من قنوات إخبارية أخرى ناطقة بالفارسية بما في ذلك منوتو وإذاعة فاردا و BBC Persian Service وصوت آمريكا.
منذ إنشائها، قدمت إيران إنترناشيونال تقارير عن الأحداث العالمية، مع شبكة من المراسلين الدوليين. وشمل ذلك تقارير عن أحداث بارزة بما في ذلك الانتخابات الرئاسية الأمريكية 2020 ، وتفجير بيروت 2020 ، مسيرات الفخر في لندن، واغتيال جمال خاشقجي، واغتيال محسن فخري زاده في ديسمبر 2020.

## الملكية
إيران الدولية مملوكة لشركة Volant Media UK Ltd. وهي مرخصة في المملكة المتحدة لشركة Global Media Circulation Ltd كخدمة إخبارية تحريرية مقرها لندن. تم إطلاقه في 18 مايو 2017  وتديره شركة DMA Media Ltd التي لها مكاتب في باريس وإسطنبول وكابول وواشنطن.
فولانت ميديا، الشركة التي تمتلك إيران إنترناشيونال، لديها مخرج يدعى عادل عبد الكريم، وهو سعودي الجنسية. عادل عبد الكريم هو شريك تجاري منذ فترة طويلة مع عبد الرحمن الراشد، المدير العام السابق لقناة العربية الإخبارية المملوكة للسعوديين وعضو مجلس الإدارة الحالي للمجموعة السعودية للأبحاث والتسويق (SRMG). وفقًا لتقرير الجارديان، شارك عبد الرحمن الراشد أيضًا في العمليات والتمويل وراء إيران الدولية.
تُظهر وثائق الشركة الخاصة بشركة فولانت ميديا أن سعوديًا آخر، فهد إبراهيم الدغيثر، كان المساهم الرئيسي في شركة فولانت ميديا قبل عادل عبد الكريم. امتلك الدغيثر أكثر من 75٪ من أسهم شركة فولانت ميديا من مايو 2016 إلى مايو 2018. فهد إبراهيم الدغيثر كان رئيس مجلس إدارة شركة الاتصالات المتنقلة السعودية (زين) من مارس 2013 إلى فبراير 2016. زين السعودية هي ثالث أكبر مزود للاتصالات في المملكة العربية السعودية.

## المحتوى

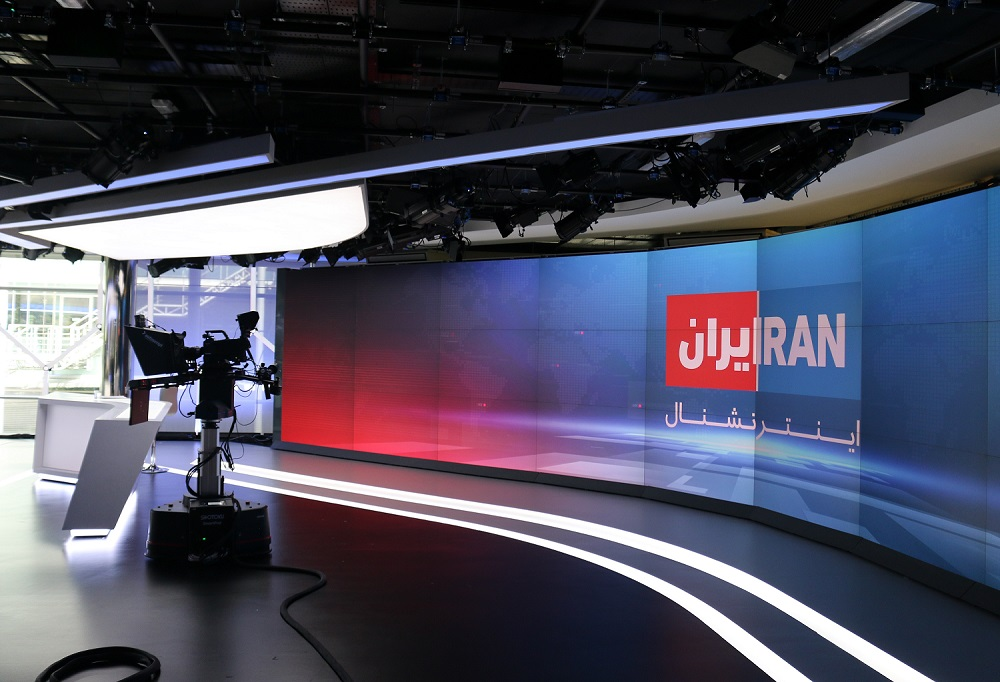
استوديو إيران إنترناشيونال

وفقًا لموقع Middle East Eye ، فإن إيران الدولية هي منصة إعلامية للمعارضة الإيرانية. كتب كوروش زياباري من «المونيتور» أنه «لا يخجل من تقديم نفسه كمنظمة إعلامية معارضة» وكثيراً ما يعطي الميكروفون للضيوف الذين ينتقدون الحكومة الإيرانية. يشار إلى القناة على أنها «منفذ إخباري إيراني في المنفى» من قبل بورزو دراغاهي من الإندبندنت.
اشتهرت القناة برفع مكانة رضا بهلوي، آخر وريث واضح للعرش الإيراني السابق، من خلال التغطية المستمرة وإجراء المقابلات المتكررة معه. كما تبث تغطية واسعة لمجاهدي خلق، بما في ذلك البث المباشر لتجمعاتهم. وجاء إعلان المسؤولية عن هجوم العرض العسكري في الأحواز من خلال إيران الدولية.
في عام 2020، بث التلفزيون أداءً لمطربين إيرانيين تم نقلهم جواً من الولايات المتحدة إلى مهرجان شتاء طنطورة.
إيران الدولية لا تدير إعلانات تلفزيونية.

### الشكوى الإيرانية إلى Ofcom
في عام 2018، قدم سفير إيران لدى المملكة المتحدة شكوى إلى منظم وسائل الإعلام بسبب مقابلة إيران إنترناشيونال مع متحدث باسم جماعة انفصالية بعد أن أعلنوا مسؤوليتهم عن هجوم إرهابي على عرض عسكري في الأهواز في مقاطعة خوزستان، مما أسفر عن مقتل 25 مدنياً وعسكرياً. وبثت القناة مقابلة مع يعقوب حور الطستري الذي قدمه المتحدث باسم الجماعة، أعلن فيها بشكل غير مباشر المسؤولية عن الهجوم ووصفته بـ «المقاومة ضد أهداف مشروعة». بعد تحقيق طويل، حكمت Ofcom بأن إيران الدولية لم تنتهك أي قواعد.
ووفقًا للهيئة التنظيمية، فإن مقدم برنامج إيران إنترناشونال «تحدى بوضوح آرائه وشدد على الطبيعة العنيفة للهجوم» خلال المقابلة. كما تضمنت القناة عددًا من وجهات النظر المختلفة ونقلت مرارًا عن وكالات أنباء وصفت الطبيعة الإرهابية للحادث.

## ادعاء عدم استقلالية التحرير
على الرغم من أن المحطة التلفزيونية ذكرت أنها «تلتزم بالمعايير الدولية الصارمة للنزاهة والتوازن والمساءلة»،  فقد أثيرت أسئلة بخصوص استقلالية التحرير.
في تشرين الأول (أكتوبر) 2018، كتبت صحيفة The Guardian مقالاً من الداخل لم يذكر اسمه يقول إن المحتوى التحريري قد تأثر بمستثمريها.
ووفقًا لصحيفة وول ستريت جورنال ، «اشتكى بعض الصحفيين في إيران الدولية من أن الإدارة تدفع بخط مؤيد للسعودية ومعاد لإيران». ونقلت وول ستريت جورنال عن مراسل سابق في المحطة التلفزيونية تعليقه أن «دفعة منهجية ومتواصلة للغاية» خلال فترة وجودها هناك.

## اضطهاد العاملين في إيران إنترناشيونال
في ديسمبر 2019، أفاد شانتي داس من صحيفة التايمز أن إيران تشن «حملة ترهيب» ضد موظفي المحطة التلفزيونية، وتجمد أصولهم، وتستجوب أقاربهم و «تهدد بانتزاعهم من الشوارع البريطانية إذا لم يتركوا وظائفهم». . وكانت وزارة الاستخبارات الإيرانية قد سبق أن وصفت موظفي شركة إيران الدولية بأنهم «أعداء الدولة»، وكتبت على موقعها على الإنترنت أن من «يخدمون الأجانب» و «يخونون البلاد» سيعاقبون. كتب نفس المنشور في مايو 2020 أن إيران الدولية يُعتقد أنها هدف لبرنامج ترعاه الدولة «سعى إلى تشويه سمعة تقاريرها وتتبع أتباعها» من خلال إنشاء نسخ طبق الأصل من حساباتها على وسائل التواصل الاجتماعي. تم انتقاد إنستغرام لاستضافته حسابات وهمية.

## فريق العمل
رئيس التلفزيون هو محمود عناية  ، ورئيس تحرير القناة هو حسين رسام  الذي كان سابقًا محلل سياسي كبير في السفارة البريطانية في طهران. علي أصغر رامزانبور هو مدير الأخبار في المحطة.
في يوليو / تموز 2019، أفادت وسائل إعلام إيرانية أن مازداك ميرزائي، معلق كرة قدم ومضيف تلفزيوني، انضم إلى إيران الدولية. عمل ميرزائي مع IRIB في البرنامج الرياضي التلفزيوني الأسبوعي Navad ، والذي تم إيقافه من قبل الرئيس الجديد لـ IRIB 3 في مارس 2019.

## الجوائز
| جائزة                | عام  | منظم              | نتيجة | Ref    |
| -------------------- | ---- | ----------------- | ----- | ------ |
| القناة الدولية للعام | 2019 | جمعية البث الدولي | رشح   | [57]   |
| القناة الدولية للعام | 2020 | جمعية البث الدولي | رشح   | [ 57 ] |